# Deportivo Riestra
El Deportivo Riestra Asociación de Fomento Barrio Colón, conocido como Deportivo Riestra, es un club deportivo y social de Buenos Aires, Argentina. Tiene su sede en el barrio de Nueva Pompeya, y posee además el estadio Guillermo Laza en el barrio de Villa Soldati, cuya capacidad aproximada es de 8000 espectadores. Entre sus actividades se destaca la práctica del fútbol para la cual está directamente afiliado a la Asociación del Fútbol Argentino. Desde 2024, participa por primera vez en su historia en la Primera División, la máxima categoría del fútbol argentino. En el marco de la Asociación, Riestra también desarrolla la práctica del futsal, disputando el campeonato de Primera D.
Además de ser un ámbito deportivo, en Riestra se llevan a cabo actividades sociales y culturales tales como funciones de cine, bailes y peñas como sitio de esparcimiento y diversión de la gente del barrio, marcando un espacio de pertenencia. El club forma parte de la Federación Metropolitana de Ajedrez, tiene representación en la Junta Vecinal de Nueva Pompeya y es fundador y miembro de la Federación de Entidades Civiles y Deportivas del Parque Almirante Brown.

## Historia

### Primeros años
Los orígenes del Deportivo Riestra se remontan al año 1929, cuando un grupo de jóvenes del barrio de Nueva Pompeya formaron un equipo de fútbol que competía en torneos barriales. Conocidos como "los de Riestra", por la calle en que se encontraba la lechería donde solían encontrarse, el 22 de febrero de 1931 fundaron formalmente el Club Social, Cultural y Deportivo Riestra. Posteriormente alquilaron un local que funcionó como la primera sede social.
El club logró su afiliación a la Asociación del Fútbol Argentino en 1946 de la mano de Pascual Trímboli, quien fuera tres veces presidente del club y más tarde dirigente de la entidad rectora, haciendo su debut en partidos oficiales en una derrota 3-2 ante San Telmo. En esos primeros años participó inicialmente en Primera C, aunque más tarde fue transferido a la flamante Primera D, participando de su temporada inaugural. En 1950, además, el club estrenó su primer estadio en el barrio de Villa Soldati.

### Primera consagración y estadía en Primera C
En 1953 Riestra consiguió su primer título oficial al consagrarse en la Tercera de Ascenso, hoy Primera D. Con 39 puntos en 26 juegos, el Blanquinegro aventajó por dos puntos a Juventud de Bernal, en un torneo en el que también participó, entre otros, Deportivo Morón. Durante las siguientes dos décadas Riestra se afianzó en la Primera C, aunque sin conseguir desempeños exitosos que le permitieran aspirar a un ascenso de categoría. En 1963, un decimoctavo puesto condenó al equipo a bajar de categoría, más la anulación de los descensos ese año, producto de varias desafiliaciones, permitieron al club mantenerse en la divisional. En 1969 el Blanquinegro se adjudicó el Torneo Reclasificación, que reunió en ese año a los equipos que pugnaban por no descender, en lo que fue su único lauro en esta etapa en la C. Hacia 1971 el club tomó su denominación actual tras su fusión con la Asociación de Fomento Barrio Colón, que había sido fundada en 1929 por comerciantes y profesionales del barrio que realizaban actividades sociales y peticionaban mejoras a las autoridades.
La suerte dispar de Riestra en la competencia pareció torcerse en 1977, cuando el Blanquinegro obtuvo su mejor desempeño histórico en Primera C, un tercer puesto que, aunque a lejanos 10 puntos del campeón Sarmiento, significaban una sustancial mejora en el nivel futbolístico. Sin embargo, las siguientes campañas encontraron al club nuevamente merodeando el fondo de la tabla. Finalmente, Riestra acabó en la última posición en el campeonato de 1981 y quedó, esta vez sí, condenado a su primer descenso de categoría, en un fatídico año en que también sufrió la expropiación de su estadio a manos de la dictadura militar.

### Inestabilidad y resurgimiento
El retorno a la D no vio a un Riestra protagonista. El Blanquinegro no logró hacer pie durante las siguientes temporadas, frecuentando la mitad de la tabla. En 1986, sin embargo, la suerte cambiaría. Producto de una reestructuración de los torneos de AFA, se organizó un torneo corto que otorgó seis ascensos. Riestra se clasificó a la ronda final del certamen tras conseguir el tercer puesto de su zona, con 13 puntos, aventajando por solamente uno a su clásico rival, Sacachispas. En la ronda final, se impuso en 4 de los 5 juegos para ser uno de los ganadores del torneo y lograr el retorno a Primera C.
Los siguientes años serían de inestabilidad para Riestra en cuanto a lo futbolístico. El club no logró mantener su lugar en la Primera C tras obtener nuevamente el último puesto en la temporada 1986-87. Tres temporadas más tarde, en 1990, Riestra sufrió su única desafiliación al ser el peor promedio de Primera D. La temporada de inactividad significó para el club un necesario renacimiento que finalmente se traduciría en resultados. El Blanquinegro logró ser protagonista en la Primera D, consiguiendo clasificar al Reducido en su temporada de regreso, y de nuevo en la siguiente.

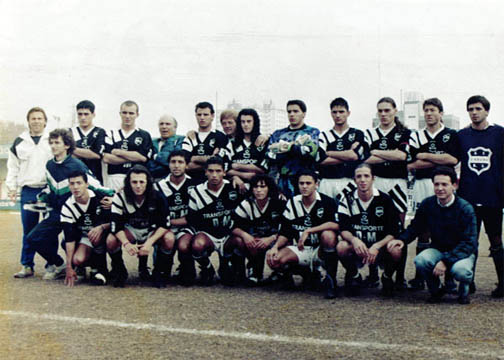
Formación del Deportivo Riestra que consiguió el ascenso en la temporada 1993-94.

En la temporada 1993-94 los Malevos fueron animadores de ambos torneos regulares, pero tanto en el Apertura como en el Clausura debieron conformarse con el segundo lugar. El Blanquinegro redondeó su gran desempeño en el Torneo Reducido que incluyó una goleada 7-0 en el global sobre Lamadrid, con quien tiene una gran rivalidad, y un triunfo en la final a Cañuelas por un global de 3-2. Riestra consiguió así retornar a Primera C tras una campaña histórica en la que se destacaron la presencia en el arco de Francisco Berscé y la efectividad de Julio Sánchez, consagrado goleador de la temporada con 19 tantos.
El retorno a Primera C deparó en su campaña inicial un desempeño irregular, que llevaría a Riestra a dirimir la permanencia en un partido desempate, finalmente victorioso ante Comunicaciones por un marcador de 2-1. Las siguientes temporadas trajeron consigo buenas campañas, incluyendo dos clasificaciones consecutivas al Reducido. Sin embargo, Riestra no logró mantener el ritmo y para 2002 un decimoctavo puesto obligaba al club a bajar de categoría nuevamente. De vuelta en Primera D, el Blanquinegro tampoco logró asentarse y en 2005-06 quedaría como penúltimo peor promedio, a solo un punto de sufrir una nueva desafiliación. En la temporada 2007-08 Riestra volvió a clasificarse al Reducido por primera vez en 11 años, tras conquistar el noveno lugar de la clasificación. El campeonato de 2008-09 significó para Riestra el retorno al protagonismo de los torneos de ascenso, ya que se proclamó subcampeón a solo 3 puntos del campeón Midland. Días más tarde redondeó una gran campaña coronándose ganador del Torneo Reducido, al vencer en la final a Argentino de Quilmes por un global de 1-0. El triunfo le dio derecho a disputar una serie de Promoción ante Defensores Unidos. Tras un triunfo 3-2 como local, Riestra cayó 1-0 en el partido de vuelta, perdiendo la posibilidad de ascender merced a la ventaja deportiva.

### Campañas históricas y doble ascenso
En las siguientes temporadas, Riestra siguió cumpliendo buenas campañas, con clasificaciones al Torneo Reducido, aunque sin conseguir el retorno a Primera C. En 2011, Deportivo Riestra se convirtió en el primer equipo en clasificarse a la Fase Final de la Copa Argentina militando en la Primera D. El club cumplió una destacada campaña en la Copa Argentina 2011-12 derrotando a Muñiz por 1-0 en la primera eliminatoria, y luego clasificando por penales tras derrotar sucesivamente a Los Andes y Acassuso, clubes dos categorías más arriba. Finalmente, en un partido histórico, Riestra logró empatar 0-0 ante Quilmes, de la segunda división, en San Fernando del Valle de Catamarca, siendo eliminado en la tanda de penales.
Para la temporada 2012-13 llegó un proyecto futbolístico de la mano de un nuevo patrocinador, que permitió edificar una estructura semiprofesional a la práctica del fútbol en el club y contar con la asesoría de Diego Maradona, que generó para el club una inédita publicidad en medios extranjeros. En lo futbolístico la campaña fue destacada para Riestra, que nuevamente se clasificó subcampeón de Primera D, relegado por Argentino de Quilmes, que se consagró campeón. Ese mismo año llegó a la final del Torneo Reducido, perdiendo el ascenso a manos de Ituzaingó en los penales, tras un global de 2-2.
Un año más tarde, el Blanquinegro finalmente culminó varios años de protagonismo en Primera D con la obtención de su segundo campeonato. Riestra obtuvo 75 puntos en el torneo, consiguiendo mantenerse invicto durante toda la segunda rueda, y perdiendo apenas 3 partidos. Jonathan Herrera, delantero del equipo, se convirtió con 26 goles en el goleador del Campeonato y goleador absoluto de la temporada en todas las categorías de AFA. En el equipo campeón se destacó también la regularidad en las presencias de Jonatan Goya y Bruno Maffoni en el mediocampo, con 31 juegos, y de Jorge Benítez en la defensa, con 30. El ascenso de categoría significó para el club, además, su estreno en la práctica del fútbol profesional.
El retorno a Primera C resultó exitoso para un Riestra que logró adaptarse rápidamente al cambio de categoría. La temporada 2014 se jugó con un torneo corto con tres ascensos a raíz de una nueva reestructuración de los torneos de AFA. Sorpresivamente, el recién ascendido Blanquinegro logró obtener la segunda posición de su zona, a solo 3 puntos del ganador Defensores de Belgrano, y dejando atrás a Dock Sud. En el Torneo Reducido el equipo de Nueva Pompeya enfrentó a Excursionistas, empatando por un global de 2-2 y clasificándose a la final en definición por penales. En la final del Reducido Riestra se impuso a Dock Sud con un resultado global de 4-1, consagrándose así ganador del Reducido y obteniendo por primera vez en su historia el ascenso a la Primera B. El Blanquinegro redondeó así una campaña extraordinaria, fundamentada en la solidez defensiva que aportaron Gustavo Ruhl, en el arco en todos los partidos del torneo, y Gonzalo Peralta en la última línea, ausente solo en un cotejo. Jonathan Herrera, en tanto, se consagró nuevamente goleador del Campeonato y de todas las categorías, con 19 goles. De esta manera, Riestra consiguió en 2014 ascender dos veces de categoría, un hecho con pocos antecedentes en el fútbol argentino.

### Camino al ascenso a Primera
El debut en la categoría para el elenco blanco y negro resultó halagüeño, puesto que consiguió victorias ante rivales de mayor experiencia, como Platense y Almirante Brown, además de quienes a la postre lograrían el ascenso a la Primera B Nacional, Brown y Almagro. Estos buenos resultados catapultaron al club a la pelea por el campeonato durante la primera rueda, finalizando la misma en la tercera posición. La segunda mitad del torneo, en cambio, encontró al equipo en una racha negativa sin victorias que lo alejó de los primeros puestos y le impidió ingresar al Reducido, no obstante lo cual consiguió mantener la categoría, que era el objetivo inicialmente propuesto. En un hecho distintivo del torneo, Jonathan Herrera resultó goleador del torneo y de todas las categorías por tercera vez consecutiva, un logro que representa un récord pocas veces logrado en el fútbol argentino.
En cuanto a la Copa Argentina, Riestra accedió a la instancia de treintaidosavos de final por segunda vez, en la que cayó ante Rosario Central por 3-1, en lo que significó su primer enfrentamiento contra un equipo de Primera División.
La temporada 2016, de seis meses de duración, encontró a Riestra con varias incorporaciones respecto del campeonato anterior, en especial en la zaga, con la aspiración de mantener la categoría una vez más. Los resultados inicialmente no acompañaron al equipo, que debió pasar las primeras siete fechas sin conocer la victoria. Tras un cambio de entrenador, el desempeño de Riestra mejoró, y cinco victorias en doce presentaciones fueron suficientes para asegurar un año más en la categoría.
En la temporada 2016-17 el Blanquinegro realizó la mejor actuación de su historia hasta ese momento al conseguir el subcampeonato de la Primera B. Animador durante todo el torneo, Riestra fue el mejor ataque de la etapa regular con 53 tantos en 36 juegos, marcando más de tres goles en sus juegos en casa ante Defensores de Belgrano, Platense y Talleres, así como en sus visitas a Almirante Brown y Colegiales. La segunda posición del campeonato le permitió acceder por primera vez al Torneo Reducido. En esa instancia, tras un empate sin goles ante Platense y un triunfo por 2-1 en el global ante Deportivo Español, Riestra enfrentó en la final por el ascenso a Comunicaciones. La serie se vio envuelta en controversias debido, por una parte, a la invasión del campo de juego minutos antes del final de la serie por parte de hinchas y un jugador de Riestra, además de diversas irregularidades denunciadas por su rival y la prensa. El Tribunal de Disciplina se expidió haciendo lugar a algunas de las denuncias y rechazando otras, por lo que dispuso la reanudación del partido para disputar los cinco minutos pendientes en cancha neutral, además de varias sanciones a Riestra, entre las cuales se cuenta la deducción de 20 puntos en el siguiente torneo, más tarde disminuida a 10 puntos en instancia de apelación. La serie se completó días después resultando en una victoria en el agregado de 2-1 para el Blanquinegro, que concretó por primera vez el ascenso a la Primera B Nacional.
En cuanto a la edición 2016-17 de la Copa Argentina el equipo alcanzó los dieciseisavos de final, lo que representa el mejor desempeño histórico en dicha competencia. En primera instancia superó por penales a Tigre, cayendo luego ante Rosario Central.
La temporada 2017-18 marcó para el Blanquinegro el debut absoluto en la Primera B Nacional, en la cual consiguió 9 victorias en total, entre las que se destacaron los triunfos ante los tres equipos que ocuparon el podio de la competición: Aldosivi, Almagro, y San Martín. A pesar de la importante cosecha de puntos, que le hubiera valido la clasificación al Reducido, la misma no fue suficiente para contrarrestar la quita de puntos impuesta al club, que finalizó el torneo en zona de descenso. Deportivo Riestra apeló la sanción ante el Tribunal de Arbitraje Deportivo, quien, en una situación inédita en la historia del fútbol argentino, aceptó darle curso. Riestra dependía de un fallo favorable en esa instancia para permanecer en la categoría, aunque luego de la finalización del torneo el Tribunal se pronunció en contra del reclamo del Blanquinegro.
Deportivo Riestra retornó a la Primera B para el campeonato 2018-19 con la misma base de jugadores que en la destacada campaña anterior. El Blanquinegro completó un invicto de 17 juegos al hilo, lo cual lo llevó al tope de la tabla de posiciones, aunque cuatro derrotas al hilo lo harían retroceder hasta la sexta colocación. Con la contratación del entrenador Guillermo Duró y el retorno de Jonathan Herrera para la segunda rueda del certamen, el elenco de Pompeya retomaría su buen andar, con 11 presentaciones más de forma invicta, y venciendo en las dos ediciones del Clásico malevo, reeditado tras 15 años. Al finalizar la temporada Gonzalo Bravo se consagró como máximo goleador del certamen, con 20 tantos, y el Blanquinegro finalizó en el cuarto lugar del certamen, asegurando de este modo su regreso a la Primera B Nacional tras apenas una temporada en la tercera división.
De regreso en la segunda división Riestra se encontraba en la cuarta posición del campeonato 2019-20 cuando se decidió la suspensión del mismo a causa de la pandemia de COVID-19 en Argentina. Al regreso de la actividad deportiva se disputó un torneo de transición en el que Riestra eliminó a Temperley y Deportivo Morón en el Reducido, siendo eliminado en cuartos de final por Platense desde los doce pasos. La siguiente temporada no sería exitosa para el Malevo, finalizando en el puesto 15 entre 17 equipos de la Zona B. Riestra mejoró su desempeño en el campeonato 2022, consiguiendo el undécimo lugar en la fase regular, aunque siendo prematuramente eliminados del Reducido por Estudiantes (Río Cuarto).
El campeonato de Primera Nacional 2023 comenzó con dificultades para Riestra, fuera de las principales posiciones, lo que derivó en la salida de su entrenador Cristian Fabbiani. Tras la ventana de transferencias de mitad de temporada, se reincorporó el delantero Walter Acuña y se incorporaron el arquero Ignacio Arce y el defensor Nahuel Iribarren. Los Blanquinegros lograron escalar posiciones en la Zona B, y tras la contratación de Matías Módolo como entrenador clasificaron al Torneo Reducido. Tras una racha invicta en la que eliminó a San Martín (Tucumán), Quilmes y Almirante Brown, Deportivo Riestra consiguió el ascenso a la Primera División por primera vez en su historia al vencer en la final al Deportivo Maipú.

### Debut en Primera División
La temporada debut en Primera División comenzó con la Copa de la Liga Profesional 2024, en la que Riestra igualó sin goles en su visita a Instituto, consiguiendo en la primera fecha su primer punto en la máxima categoría. En la fecha 5, frente a Vélez Sarsfield, anotó su primer gol, convertido por Mauro Ortiz. En la fecha siguiente el Malevo consiguió su primera victoria, derrotando 1-0 a Atlético Tucumán con un tanto de Milton Céliz. El 15 de marzo Riestra logró vencer en casa a Independiente por 1-0 con gol de Pedro Ramírez, su primer triunfo ante un equipo de los llamados cinco grandes del fútbol argentino. Riestra finalizó la Copa de la Liga en los últimos puestos de su grupo, con 13 puntos, y por lo tanto no avanzó a los cuartos de final.
En su debut en el Campeonato de Primera División Riestra ganó 1-0 en el primer partido contra su vecino San Lorenzo de Almagro con gol de Jonathan Herrera. El Malevo logró triunfos históricos, ya que además de los mencionados se impuso por 2-0 ante River Plate por la fecha 5. De esta manera el conjunto blanquinegro se alzó con 3 triunfos ante los denominados cinco grandes en su temporada estreno en la máxima categoría. La campaña continuó con altos y bajos, destacándose su gran efectividad como local, que lo llevó a ser el de mejor desempeño de toda la Liga en esa condición. Dicho logro contrasta con su baja cosecha de visita, sin haber podido llevarse la victoria en ningún encuentro.El Malevo cerró su participación sin victorias en las últimas 9 jornadas, lo cual lo relegó de las primeras colocaciones, aunque sin riesgo de perder la categoría, sin perjuicio de la suspensión de los descensos decretada por la AFA para la temporada.

## Uniforme
El uniforme tradicional es blanco y negro a rayas verticales, en sintonía con los colores del club. Los colores fueron tomados del equipo El Trueno, un añoso club del barrio que en sus orígenes prestó unas viejas camisetas a Riestra, que no tenía dinero para comprar unas nuevas. En la temporada 2011-12 utilizó un uniforme suplente que combinaba los colores blanco, negro y azul similar al club Almagro.
A partir de la segunda mitad de 2012, con la llegada de un nuevo patrocinador, el club utiliza camisetas negras con vivos blancos.
| Tradicional | Titular | Suplente | Tercero |

### Proveedores y patrocinadores
| Período   | Proveedor   | Patrocinadores                | Patrocinadores       |
| --------- | ----------- | ----------------------------- | -------------------- |
| 1980-1983 | Uribarri    | Ninguno                       |                      |
| 1984-1987 | Uribarri    | Hojalata Nor-Pa S.A.          |                      |
| 1987-1990 | Uribarri    | Alfajores Guaymallén          |                      |
| 1990-1992 | Uribarri    | Transportes DM                |                      |
| 1992-1993 | Uhlsport    | Transportes DM                |                      |
| 1993-1994 | Ranking     | Transportes DM                |                      |
| 1994-1995 | Ranking     | Apache Jeans & Jackets        |                      |
| 1995-1996 | D-Tap       | Farmacias y Laboratorios Real |                      |
| 1996-1997 | Sportlandia | Santín Seguros                |                      |
| 1997-1999 | Sportlandia | Farmacias y Laboratorios Real |                      |
| 1999-2000 | Kalong      | Dol-Out Spray                 |                      |
| 2000-2001 | Don Balón   | Dol-Out Spray                 |                      |
| 2001-2002 | Mebal       | Futbol5.tv                    |                      |
| 2002-2003 | Iponoo      | Transportes Imaz              |                      |
| 2003-2004 | Iponoo      | La Nueva Seguros              |                      |
| 2004-2005 | Dana        | La Nueva Seguros              | Diego Carlos Riestra |
| 2005-2006 | Dana        | La Nueva Seguros              | Remís del Valle      |
| 2006-2007 | AM Sport    | La Nueva Seguros              |                      |
| 2007      | Adidas      | NEC                           |                      |
| 2008      | Dana        | NEC                           |                      |
| 2008-2009 | For Export  | Tao-it                        |                      |
| 2009-2011 | Dana        | La Nueva Seguros              |                      |
| 2011-2012 | KDY         | Kainos                        | Ocean Way            |
| 2012-2013 | KDY         | Speed Unlimited               |                      |
| 2013-Act. | Adidas      | Speed Unlimited               |                      |

## Estadio
Deportivo Riestra posee el Estadio Polideportivo Guillermo Laza, ubicado en el barrio de Villa Soldati, aunque frecuentemente asociado al de Flores por su vecindad con la Villa 1-11-14. El club disputa allí los partidos de fútbol correspondientes a los torneos organizados por la Asociación del Fútbol Argentino. Tiene una capacidad de aproximadamente 3000 personas, repartidas en tres tribunas de cemento, dos de ellas populares y la restante de plateas. Entre sus instalaciones se cuentan cabinas de prensa, cancha auxiliar y estadio de futsal.
La primera cancha del Deportivo Riestra fue un potrero en la Avenida Riestra y Agustín de Vedia. Posteriormente se mudó a Avenida Riestra y Avenida Lacarra, donde construyó su primer estadio en 1950, en terrenos inicialmente alquilados al propietario de una molienda de huesos. En ese estadio hizo las veces de local hasta el año 1981, año en que fue expropiado por la dictadura militar para la construcción de una autopista. Una vez desalojado, Riestra debió trasladar su localía por más de 12 años a distintos estadios cercanos, como el de Barracas Central y el de Sacachispas.
|                                                                                     |
| Estadios en los que Deportivo Riestra ejerció su localía a lo largo de la historia. |

En 1979 Riestra consiguió comprar un predio de 2½ hectáreas para construir su complejo polideportivo, sito en Ana María Janer y Avenida Varela, distante apenas 20 cuadras de la plaza de Flores y en plena zona de influencia de la gente del club. El 20 de febrero de 1993 se inauguró en ese mismo sitio el actual estadio, nombrado en honor a un expresidente del club. En el partido inaugural Deportivo Riestra venció por 1-0 a Atlas.
En el año 2009 Riestra logró cancelar enteramente la deuda hipotecaria sobre el estadio, lo cual representó un hito importante para la economía del club. Entre 2012 y 2013 Deportivo Riestra materializó varias obras de infraestructura, entre las cuales se cuenta una cancha auxiliar para albergar los juegos de las categorías inferiores, así como también una platea de cemento con capacidad para 500 personas. En 2015 se inauguró dentro del predio el Estadio Héctor Salorio, espacio cubierto destinado a la práctica del futsal, con capacidad en sus gradas para 200 espectadores.
Tras el ascenso a la Primera División en 2024, el club llevó adelante varias obras de infraestructura, entre las que se destaca la construcción de un palco con capacidad para 500 personas para albergar a la prensa y autoridades de los equipos visitantes. Por ello, la Liga Profesional de Fútbol autorizó de manera provisoria al club a recibir en el estadio sus partidos como local, quedando pendiente el cumplimiento de los requisitos de aforo mínimo e iluminación.

## Datos del club

### Temporadas por divisional
- Temporadas en Primera División: 2 (2024 – )
- Temporadas en Primera Nacional: 6 (2017-18, 2019-20 – 2023)
- Temporadas en Primera B: 4 (2015 – 2016-17, 2018-19)
- Temporadas en Primera C: 43 (1946 – 1949, 1951, 1954 – 1981, 1986-87, 1994-95 – 2001-02, 2014)
- Temporadas en Primera D: 26 (1950, 1952 – 1953, 1982 – 1986, 1987-88 – 1989-90, 1991-92 – 1993-94, 2002-03 – 2013-14)
- Temporadas desafiliado: 1 (1990-91)

### Temporadas por categoría
- Temporadas en Primera División: 2 (2024 – )
- Temporadas en segunda categoría: 6 (2017-18, 2019-20 – 2023)
  - Primera Nacional: 6 (2017-18, 2019-20 – 2023)
- Temporadas en tercera categoría: 37 (1946 – 1949, 1951, 1954 – 1981, 2015 – 2016-17, 2018-19)
  - Primera B: 4 (2015 – 2016-17, 2018-19)
  - Primera C: 33 (1946 – 1949, 1951, 1954 – 1981)
- Temporadas en cuarta categoría: 18 (1950, 1952 – 1953, 1982 – 1986-87, 1994-95 – 2001-02, 2014)
  - Primera C: 10 (1986-87, 1994-95 – 2001-02, 2014)
  - Primera D: 8 (1950, 1952 – 1953, 1982 – 1986)
- Temporadas en quinta categoría: 18 (1987-88 – 1989-90, 1991-92 – 1993-94, 2002-03 – 2013-14)
  - Primera D: 18 (1987-88 – 1989-90, 1991-92 – 1993-94, 2002-03 – 2013-14)
- Temporadas desafiliado: 1 (1990-91)[96]

### Movilidad interdivisional
|  |

- Primera C a Primera D: 1949

- Primera D a Primera C: 1950

- Primera C a Primera D: 1951

- Primera D a Primera C: 1953

- Primera C a Primera D: 1981

- Primera D a Primera C: 1986

- Primera C a Primera D: 1986-87

- Desafiliación: 1989-90

- Retorno de desafiliación: 1991-92

- Primera D a Primera C: 1993-94

- Primera C a Primera D: 2001-02

- Primera D a Primera C: 2013-14

- Primera C a Primera B: 2014

- Primera B a Primera Nacional: 2016-17

- Primera Nacional a Primera B: 2017-18

- Primera B a Primera Nacional: 2018-19

- Primera Nacional a Primera División: 2023

### Participación en campeonatos oficiales
| \| Campeonato \| División \| Torneo \| Posición \| \| ---------- \| ----------- \| ---------------- \| ------------------- \| \| 1946 \| C \| C \| 8 \| \| 1947 \| C \| C \| 12 \| \| 1948 \| C \| C \| 11 \| \| 1949 \| C \| C \| 5 \| \| 1950 \| D \| D \| 7 \| \| 1951 \| C \| C \| 11 \| \| 1952 \| D \| D \| 10 \| \| 1953 \| D \| D \| Campeón \| \| 1954 \| C \| C \| 11 \| \| 1955 \| C \| C \| 13 \| \| 1956 \| C \| C \| 14 \| \| 1957 \| C \| C \| 14 \| \| 1958 \| C \| C \| 7 \| \| 1959 \| C \| C \| 7 \| \| 1960 \| C \| C \| 16 \| \| 1961 \| C \| C \| 9 \| \| 1962 \| C \| C \| 13 \| \| 1963 \| C \| C \| 18 \| \| 1964 \| C \| C \| 9 \| \| 1965 \| C \| C \| 11 \| \| 1966 \| C \| C \| 13 \| \| 1967 \| C \| Zona B \| 4 \| \| 1967 \| C \| Promocional \| 3 \| \| 1968 \| C \| Zona B \| 9 \| \| 1968 \| C \| Reclasificación \| 3 \| \| 1969 \| C \| Zona A \| 7 \| \| 1969 \| C \| Reclasificación \| Ganador \| \| 1970 \| C \| Zona A \| 7 \| \| 1970 \| C \| Permanencia \| 2 \| \| 1971 \| C \| C \| 17 \| \| 1972 \| C \| C \| 17 \| \| 1973 \| C \| C \| 11 \| \| 1974 \| C \| C \| 18 \| \| 1975 \| C \| C \| 14 \| \| 1976 \| C \| Zona B \| 8 \| \| 1976 \| C \| Descenso \| 2 \| \| 1977 \| C \| C \| 3 \| \| 1978 \| C \| C \| 11 \| \| 1979 \| C \| C \| 13 \| \| 1980 \| C \| C \| 16 \| \| 1981 \| C \| C \| 20 \| \| 1982 \| D \| D \| 10 \| \| 1983 \| D \| D \| 5 \| \| 1984 \| D \| D \| 11 \| \| 1985 \| D \| D \| 8 \| \| 1986 \| D \| Zona D \| 3 \| \| 1986 \| D \| Ronda final \| Ganador \| \| 1986-87 \| C \| C \| 20 \| \| 1987-88 \| D \| D \| 15 \| \| 1988-89 \| D \| D \| 11 \| \| 1989-90 \| D \| D \| 17 \| \| 1990-91 \| Desafiliado \| Desafiliado \| Desafiliado \| \| 1991-92 \| D \| Campeonato \| 5 \| \| 1991-92 \| D \| Reducido \| Semifinalista \| \| 1992-93 \| D \| Campeonato \| 5 \| \| 1992-93 \| D \| Reducido \| Semifinalista \| \| 1993-94 \| D \| Apertura \| 2 \| \| 1993-94 \| D \| Clausura \| 2 \| \| 1993-94 \| D \| Reducido \| Ganador \| \| 1994-95 \| C \| Apertura \| 14 \| \| 1994-95 \| C \| Clausura \| 14 \| \| 1995-96 \| C \| Apertura \| 11 \| \| 1995-96 \| C \| Clausura \| 5 \| \| 1995-96 \| C \| Reducido \| Semifinalista \| \| 1995-96 \| C \| Reclasificatorio \| Primera ronda \| \| 1996-97 \| C \| Apertura \| 10 \| \| 1996-97 \| C \| Clausura \| 8 \| \| 1996-97 \| C \| Reducido \| Semifinalista \| \| 1997-98 \| C \| Apertura \| 6 \| \| 1997-98 \| C \| Clausura \| 17 \| \| 1998-99 \| C \| Apertura \| 9 \| \| 1998-99 \| C \| Clausura \| 16 \| \| 1999-2000 \| C \| C \| 13 \| \| 2000-01 \| C \| Apertura \| 17 \| \| 2000-01 \| C \| Clausura \| 16 \| \| 2001-02 \| C \| Apertura \| 12 \| \| 2001-02 \| C \| Clausura \| 18 \| \| 2002-03 \| D \| Zona Sur \| 6 \| \| 2003-04 \| D \| Zona Sur \| 7 \| \| 2004-05 \| D \| Zona Sur \| 9 \| \| 2005-06 \| D \| Apertura \| 11 \| \| 2005-06 \| D \| Clausura \| 10 \| \| 2006-07 \| D \| Apertura \| 12 \| \| 2006-07 \| D \| Clausura \| 17 \| \| 2007-08 \| D \| Campeonato \| 9 \| \| 2007-08 \| D \| Reducido \| Cuartofinalista \| \| 2008-09 \| D \| Campeonato \| Subcampeón \| \| 2008-09 \| D \| Reducido \| Ganador \| \| 2009-10 \| D \| D \| 12 \| \| 2010-11 \| D \| Campeonato \| 4 \| \| 2010-11 \| D \| Reducido \| Cuartofinalista \| \| 2011-12 \| D \| Campeonato \| 5 \| \| 2011-12 \| D \| Reducido \| Cuartofinalista \| \| 2012-13 \| D \| Campeonato \| Subcampeón \| \| 2012-13 \| D \| Reducido \| Finalista \| \| 2013-14 \| D \| D \| Campeón \| \| 2014 \| C \| Zona A \| 2 \| \| 2014 \| C \| Reducido \| Ganador \| \| 2015 \| B \| B \| 14 \| \| 2016 \| B \| B \| 16 \| \| 2016-17 \| B \| Campeonato \| Subcampeón \| \| 2016-17 \| B \| Reducido \| Ganador \| \| 2017-18 \| PN \| PN \| 19 \| \| 2018-19 \| B \| B \| 4 \| \| 2019-20 \| PN \| PN \| Suspendido [nota 1] \| \| 2020 \| PN \| Zona B \| 6 \| \| 2020 \| PN \| Reducido \| Cuartofinalista \| \| 2021 \| PN \| Zona A \| 15 \| \| 2022 \| PN \| Campeonato \| 11 \| \| 2022 \| PN \| Reducido \| Octavofinalista \| \| 2023 \| PN \| Zona B \| 7 \| \| 2023 \| PN \| Reducido \| Ganador \| \| 2024 \| A \| A \| 17 \| \| 2025-Ap \| A \| Zona B \| 5 \| \| 2025-Ap \| A \| Fase final \| Octavofinalista \| \| 2025-Cl \| A \| Zona B \| En disputa \| |             |                  |                 |
| Campeonato | División    | Torneo           | Posición        |
| 1946 | C           | C                | 8               |
| 1947 | C           | C                | 12              |
| 1948 | C           | C                | 11              |
| 1949 | C           | C                | 5               |
| 1950 | D           | D                | 7               |
| 1951 | C           | C                | 11              |
| 1952 | D           | D                | 10              |
| 1953 | D           | D                | Campeón         |
| 1954 | C           | C                | 11              |
| 1955 | C           | C                | 13              |
| 1956 | C           | C                | 14              |
| 1957 | C           | C                | 14              |
| 1958 | C           | C                | 7               |
| 1959 | C           | C                | 7               |
| 1960 | C           | C                | 16              |
| 1961 | C           | C                | 9               |
| 1962 | C           | C                | 13              |
| 1963 | C           | C                | 18              |
| 1964 | C           | C                | 9               |
| 1965 | C           | C                | 11              |
| 1966 | C           | C                | 13              |
| 1967 | C           | Zona B           | 4               |
| 1967 | C           | Promocional      | 3               |
| 1968 | C           | Zona B           | 9               |
| 1968 | C           | Reclasificación  | 3               |
| 1969 | C           | Zona A           | 7               |
| 1969 | C           | Reclasificación  | Ganador         |
| 1970 | C           | Zona A           | 7               |
| 1970 | C           | Permanencia      | 2               |
| 1971 | C           | C                | 17              |
| 1972 | C           | C                | 17              |
| 1973 | C           | C                | 11              |
| 1974 | C           | C                | 18              |
| 1975 | C           | C                | 14              |
| 1976 | C           | Zona B           | 8               |
| 1976 | C           | Descenso         | 2               |
| 1977 | C           | C                | 3               |
| 1978 | C           | C                | 11              |
| 1979 | C           | C                | 13              |
| 1980 | C           | C                | 16              |
| 1981 | C           | C                | 20              |
| 1982 | D           | D                | 10              |
| 1983 | D           | D                | 5               |
| 1984 | D           | D                | 11              |
| 1985 | D           | D                | 8               |
| 1986 | D           | Zona D           | 3               |
| 1986 | D           | Ronda final      | Ganador         |
| 1986-87 | C           | C                | 20              |
| 1987-88 | D           | D                | 15              |
| 1988-89 | D           | D                | 11              |
| 1989-90 | D           | D                | 17              |
| 1990-91 | Desafiliado | Desafiliado      | Desafiliado     |
| 1991-92 | D           | Campeonato       | 5               |
| 1991-92 | D           | Reducido         | Semifinalista   |
| 1992-93 | D           | Campeonato       | 5               |
| 1992-93 | D           | Reducido         | Semifinalista   |
| 1993-94 | D           | Apertura         | 2               |
| 1993-94 | D           | Clausura         | 2               |
| 1993-94 | D           | Reducido         | Ganador         |
| 1994-95 | C           | Apertura         | 14              |
| 1994-95 | C           | Clausura         | 14              |
| 1995-96 | C           | Apertura         | 11              |
| 1995-96 | C           | Clausura         | 5               |
| 1995-96 | C           | Reducido         | Semifinalista   |
| 1995-96 | C           | Reclasificatorio | Primera ronda   |
| 1996-97 | C           | Apertura         | 10              |
| 1996-97 | C           | Clausura         | 8               |
| 1996-97 | C           | Reducido         | Semifinalista   |
| 1997-98 | C           | Apertura         | 6               |
| 1997-98 | C           | Clausura         | 17              |
| 1998-99 | C           | Apertura         | 9               |
| 1998-99 | C           | Clausura         | 16              |
| 1999-2000 | C           | C                | 13              |
| 2000-01 | C           | Apertura         | 17              |
| 2000-01 | C           | Clausura         | 16              |
| 2001-02 | C           | Apertura         | 12              |
| 2001-02 | C           | Clausura         | 18              |
| 2002-03 | D           | Zona Sur         | 6               |
| 2003-04 | D           | Zona Sur         | 7               |
| 2004-05 | D           | Zona Sur         | 9               |
| 2005-06 | D           | Apertura         | 11              |
| 2005-06 | D           | Clausura         | 10              |
| 2006-07 | D           | Apertura         | 12              |
| 2006-07 | D           | Clausura         | 17              |
| 2007-08 | D           | Campeonato       | 9               |
| 2007-08 | D           | Reducido         | Cuartofinalista |
| 2008-09 | D           | Campeonato       | Subcampeón      |
| 2008-09 | D           | Reducido         | Ganador         |
| 2009-10 | D           | D                | 12              |
| 2010-11 | D           | Campeonato       | 4               |
| 2010-11 | D           | Reducido         | Cuartofinalista |
| 2011-12 | D           | Campeonato       | 5               |
| 2011-12 | D           | Reducido         | Cuartofinalista |
| 2012-13 | D           | Campeonato       | Subcampeón      |
| 2012-13 | D           | Reducido         | Finalista       |
| 2013-14 | D           | D                | Campeón         |
| 2014 | C           | Zona A           | 2               |
| 2014 | C           | Reducido         | Ganador         |
| 2015 | B           | B                | 14              |
| 2016 | B           | B                | 16              |
| 2016-17 | B           | Campeonato       | Subcampeón      |
| 2016-17 | B           | Reducido         | Ganador         |
| 2017-18 | PN          | PN               | 19              |
| 2018-19 | B           | B                | 4               |
| 2019-20 | PN          | PN               | Suspendido      |
| 2020 | PN          | Zona B           | 6               |
| 2020 | PN          | Reducido         | Cuartofinalista |
| 2021 | PN          | Zona A           | 15              |
| 2022 | PN          | Campeonato       | 11              |
| 2022 | PN          | Reducido         | Octavofinalista |
| 2023 | PN          | Zona B           | 7               |
| 2023 | PN          | Reducido         | Ganador         |
| 2024 | A           | A                | 17              |
| 2025-Ap | A           | Zona B           | 5               |
| 2025-Ap | A           | Fase final       | Octavofinalista |
| 2025-Cl | A           | Zona B           | En disputa      |

     Campeón.
    Subcampeón.
    Tercer Lugar.
      Ascenso.
      Descenso.

### Participación en copas nacionales
Se consignan las copas nacionales en las que el club tuvo participación.
| \| Copa \| Posición \| \| -------------------------------- \| --------------- \| \| Copa Argentina 2011-12 \| Treintaidosavos \| \| Copa Argentina 2012-13 \| Tercera ronda \| \| Copa Argentina 2013-14 \| Segunda ronda \| \| Copa Argentina 2014-15 \| Treintaidosavos \| \| Copa Argentina 2016-17 \| Dieciseisavos \| \| Copa Argentina 2018-19 \| Treintaidosavos \| \| Copa Argentina 2019-20 \| Treintaidosavos \| \| Copa Argentina 2023 \| Treintaidosavos \| \| Copa de la Liga Profesional 2024 \| Fase de grupos \| \| Copa Argentina 2024 \| Dieciseisavos \| \| Copa Argentina 2025 \| Octavos \| |                 |
| Copa | Posición        |
| Copa Argentina 2011-12 | Treintaidosavos |
| Copa Argentina 2012-13 | Tercera ronda   |
| Copa Argentina 2013-14 | Segunda ronda   |
| Copa Argentina 2014-15 | Treintaidosavos |
| Copa Argentina 2016-17 | Dieciseisavos   |
| Copa Argentina 2018-19 | Treintaidosavos |
| Copa Argentina 2019-20 | Treintaidosavos |
| Copa Argentina 2023 | Treintaidosavos |
| Copa de la Liga Profesional 2024 | Fase de grupos  |
| Copa Argentina 2024 | Dieciseisavos   |
| Copa Argentina 2025 | Octavos         |

     Campeón.
    Subcampeón.
    Semifinalista.

### Mayores goleadas

#### A favor
- En Primera División: 3-0 a Atlético Tucumán (2025-Ap), 3-0 a Godoy Cruz Antonio Tomba (2025-Ap).
- En Primera Nacional: 4-0 a Chacarita Juniors (2021).
- En Primera B: 5-0 a Almirante Brown (2016-17).
- En Primera C: 8-2 a Leandro N. Alem (1972), 7-1 a Luján (1981).
- En Primera D: 7-0 a Sportivo Barracas (1983).
- En copas nacionales: 6-0 a Victoriano Arenas (Copa Argentina 2014-15).

#### En contra
- En Primera División: 1-4 contra Godoy Cruz Antonio Tomba (2024), 0-3 contra Instituto Central Córdoba (2025-Ap).
- En Primera Nacional: 0-4 contra Gimnasia y Esgrima (Jujuy) (2022).
- En Primera B: 8 partidos con resultado 0-3, 1-4 y 2-5.
- En Primera C: 0-11 contra San Telmo (1961).
- En Primera D: 0-6 contra Dock Sud (1984), 1-7 contra Liniers (2006-07).
- En copas nacionales: 0-3 contra Belgrano (Copa Argentina 2018-19), 0-3 contra River Plate (Copa de la Liga Profesional 2024), 0-3 contra Racing Club (Copa Argentina 2025).

## Clásico malevo
El principal clásico del Deportivo Riestra es el que disputa con el Sacachispas Fútbol Club, por un origen geográfico: ambos clubes fueron fundados en la zona sur de la ciudad de Buenos Aires, con sedes en los vecinos barrios de Villa Soldati y Nueva Pompeya, y sus estadios se sitúan muy próximos también en Villa Soldati. La mayoría de los enfrentamientos se produjeron entre las décadas de 1950 y 1980, volviéndose más esporádicos luego debido a la diferencia de categorías por ascensos y descensos de los equipos.
| Torneos                 | Partidos jugados | Ganados por Riestra | Empatados | Ganados por Sacachispas | Goles de Riestra | Goles de Sacachispas |
| ----------------------- | ---------------- | ------------------- | --------- | ----------------------- | ---------------- | -------------------- |
| Deportivo Riestra local | 27               | 14                  | 6         | 7                       | 42               | 28                   |
| Sacachispas local       | 27               | 11                  | 4         | 12                      | 38               | 41                   |
| Total                   | 54               | 25                  | 10        | 19                      | 80               | 69                   |

## Jugadores

### Plantel 2025
- Los equipos argentinos están limitados a tener un cupo máximo de seis jugadores extranjeros, aunque solo cinco podrán firmar la planilla del partido.

### Mercado de pases

#### Altas
| Verano             |                |                             |          |
| Nahuel Manganelli  | Guardameta     | Gimnasia y Esgrima La Plata | Libre    |
| Juan Carlos Rolón  | Guardameta     | UAI Urquiza                 | Préstamo |
| Mariano Bracamonte | Defensa        | Deportivo Morón             | Préstamo |
| Rodrigo Gallo      | Defensa        | Gimnasia y Esgrima La Plata | Libre    |
| Diego Mastrángelo  | Defensa        | Gimnasia y Esgrima La Plata | Préstamo |
| Facundo Miño       | Defensa        | Almirante Brown             | Préstamo |
| Juan Cruz Randazzo | Defensa        | Mushuc Runa                 | Libre    |
| Eric Tovo          | Defensa        | Alianza Atlético Sullana    | Libre    |
| Braian Guille      | Centrocampista | Colón                       | Préstamo |
| Nehuén Montoya     | Centrocampista | Justo José de Urquiza       | Libre    |
| Ariel Muñoz        | Centrocampista | Camioneros                  | Préstamo |
| Gabriel Obredor    | Centrocampista | Villa Mitre                 | Libre    |
| Sergio Ortiz       | Centrocampista | Independiente               | Préstamo |
| Mateo Ramírez      | Centrocampista | Carlos Stein                | Libre    |
| Franco Fagúndez    | Delantero      | Estudiantes                 | Préstamo |
| Mauro Smarra       | Delantero      | Villa Corina                | Libre    |
| Invierno           |                |                             |          |
| Miguel Barbieri    | Defensa        | Rosario Central             | Libre    |
| Carlos Gugenheim   | Centrocampista | Deportivo Laferrere         | Libre    |
| Ángel Stringa      | Centrocampista | Arsenal                     | Libre    |
| Santiago Vera      | Centrocampista | Almirante Brown             | Préstamo |

#### Bajas
| Verano                  |                |                             |                 |
| Nahuel Manganelli       | Guardameta     | Gimnasia y Esgrima La Plata | Fin de préstamo |
| Alan Barrionuevo        | Defensa        | Tigre                       | Fin de contrato |
| Gustavo Benítez         | Defensa        | Retiro                      | Fin de contrato |
| Delfor Minervino        | Defensa        | Estudiantes (BA)            | Fin de contrato |
| Emilio MacEachen        | Defensa        | Almirante Brown             | Fin de contrato |
| Jonatan Goya            | Centrocampista | Almirante Brown             | Fin de contrato |
| Guillermo Pereira       | Centrocampista | Los Andes                   | Fin de contrato |
| Maximiliano Rodríguez   | Centrocampista | Talleres (RdE)              | Fin de contrato |
| Walter Rodríguez        | Centrocampista | Sportivo Luqueño            | Fin de contrato |
| Joaquín Borja Velázquez | Centrocampista | Almirante Brown             | Préstamo        |
| Tomás Villoldo          | Centrocampista | Almirante Brown             | Fin de contrato |
| Maximiliano Brito       | Delantero      | UAI Urquiza                 | Fin de contrato |
| Matteo Cucinotta        | Delantero      | Ferrocarril Midland         | Préstamo        |
| Invierno                |                |                             |                 |
| Rodrigo Cavallera       | Defensa        | Dock Sud                    | Fin de préstamo |
| Diego Mastrángelo       | Defensa        | Gimnasia y Esgrima La Plata | Fin de préstamo |
| Gonzalo Bravo           | Centrocampista | Gimnasia y Tiro             | Préstamo        |
| Sergio Ortiz            | Centrocampista | Nueva Chicago               | Fin de préstamo |
| Braian Sánchez          | Centrocampista | Bengaluru FC                | Libre           |
| Gustavo Fernández       | Delantero      | Gimnasia y Esgrima (Jujuy)  | Préstamo        |
| Mario Sanabria          | Delantero      | Aucas                       | Libre           |

### Jugadores históricos
En cursiva se indican aquellos que forman parte del plantel actualmente.
| Máximos goleadores | Máximos goleadores | Máximos goleadores                       | Más partidos disputados | Más partidos disputados | Más partidos disputados                     |
| 1.                 | Jonathan Herrera   | 128 goles (2013-2016, 2017, 2019, 2024-) | 1.                      | Jonatan Goya            | 373 partidos (2008-2019, 2021-2024)         |
| ------------------ | ------------------ | ---------------------------------------- | ----------------------- | ----------------------- | ------------------------------------------- |
| 2.                 | Guillermo Naredo   | 44 goles (1946-1956)                     | 2.                      | Gonzalo Bravo           | 237 partidos (2014-2016, 2017, 2018-2025)   |
| 2.                 | Rubén Rodríguez    | 44 goles (1968-1973)                     | 3.                      | Jonathan Herrera        | 233 partidos (2013-2016, 2017, 2019, 2024-) |
| 4.                 | Gonzalo Bravo      | 43 goles (2014-2016, 2017, 2018-2025)    | 4.                      | Pedro Alem              | 227 partidos (1973-1982)                    |
| 5.                 | Aníbal Boccuti     | 42 goles (1964-1965, 1967)               | 5.                      | Mauricio Soto           | 212 partidos (2009, 2014-2021)              |
| 6.                 | Atilio Romagnoli   | 40 goles (1975-1977, 1984)               | 6.                      | Leandro Freyre          | 206 partidos (2009-2017)                    |
| 7.                 | Rubén Viani        | 39 goles (1972-1973, 1975, 1977)         | 7.                      | Jonatan Goitía          | 193 partidos (2010, 2019-)                  |
| 8.                 | Vicente Fraile     | 33 goles (1969-1971)                     | 8.                      | Braian Sánchez          | 192 partidos (2014-2021, 2024-2025)         |
| 8.                 | Diego Díaz         | 33 goles (1987-1989)                     | 9.                      | Leandro Moreyra         | 191 partidos (2010-2018)                    |
| 10.                | Sebastián Soto     | 32 goles (2013-2018, 2021)               | 10.                     | Ricardo Sellaro         | 188 partidos (1973-1980)                    |

Actualizado al último partido disputado el 16 de agosto de 2025.

## Palmarés

### Torneos nacionales
- Primera D (2): 1953, 2013-14

### Otros logros
- Torneo Reducido de Primera Nacional (1): 2023
- Subcampeón de Primera B (1): 2016-17
- Torneo Reducido de Primera B (1): 2016-17
- Torneo Reducido de Primera C (1): 2014
- Torneo Reclasificación de Primera C (1): 1969
- Subcampeón de Primera D (2): 2008-09, 2012-13
- Torneo Reducido de Primera D (2): 1993-94, 2008-09
- Torneo de Transición de Primera D (1): 1986

## Otras secciones deportivas y actividad social

### Fútbol juvenil e infantil
Más allá de la práctica profesional del fútbol, Deportivo Riestra posee categorías de base juveniles e infantiles y amateur. Dentro de las competencias de la AFA, Riestra compite en las categorías Reserva y de cuarta a novena división juvenil, más tres divisiones infantiles. Asimismo, el Blanquinegro presenta equipos infantiles en el marco de la Asociación Metropolitana de Fútbol Infantil y un equipo sénior en el Torneo Sénior Oficial.

### Futsal
Además del fútbol como deporte principal, Deportivo Riestra desarrolla la práctica de otras disciplinas. El futsal masculino se practicó en el club en el ámbito de la AFA por primera vez en 2012. Tras una interrupción en la participación, Riestra retomó la competencia en 2017 en la Primera D, cuarta división de orden nacional. Su participación más destacada se dio en el marco de la Copa Argentina de Futsal de 2019, competencia en la cual superó tres rondas hasta quedar eliminado en dieciseisavos de final ante Boca Juniors, de la Primera División. En la temporada 2024 Riestra ocupó el penúltimo lugar en la Primera D, lo que implicó para la institución la desafiliación para la actividad en los torneos de AFA. A inicios de 2025 el Malevo obtuvo el Torneo Integración, quedándose con uno de los cupos para mantener su plaza en la Primera D.
Además de plantel superior, el Blanquinegro presenta equipos juveniles entre las divisiones Reserva y octava, como también infantiles en la modalidad baby fútbol.

#### Palmarés
- Torneo Integración (1): 2025

#### Participación en campeonatos oficiales
| \| Temporada \| División \| Torneo \| Posición \| \| --------- \| ----------- \| ------------- \| ----------- \| \| 2012 \| B \| Zona B \| 20 \| \| 2013 \| B \| Zona 4 \| 7 \| \| 2013 \| B \| Copa de Plata \| 21 \| \| 2014 \| Desafiliado \| Desafiliado \| Desafiliado \| \| 2015 \| Desafiliado \| Desafiliado \| Desafiliado \| \| 2016 \| Desafiliado \| Desafiliado \| Desafiliado \| \| 2017 \| D \| Zona B \| 6 \| \| 2018 \| D \| Zona A \| 12 \| \| 2019 \| D \| Zona A \| 12 \| \| 2021 \| D \| Zona C \| 8 \| \| 2021 \| D \| Permanencia \| 7 \| \| 2022 \| D \| Zona A \| 7 \| \| 2023 \| D \| Zona 2 \| 7 \| \| 2024 \| D \| Zona B \| 15 \| \| 2025 \| Integración \| Integración \| Ganador \| \| 2025 \| D \| Zona 2 \| En disputa \| |             |               |             |
| Temporada | División    | Torneo        | Posición    |
| 2012 | B           | Zona B        | 20          |
| 2013 | B           | Zona 4        | 7           |
| 2013 | B           | Copa de Plata | 21          |
| 2014 | Desafiliado | Desafiliado   | Desafiliado |
| 2015 | Desafiliado | Desafiliado   | Desafiliado |
| 2016 | Desafiliado | Desafiliado   | Desafiliado |
| 2017 | D           | Zona B        | 6           |
| 2018 | D           | Zona A        | 12          |
| 2019 | D           | Zona A        | 12          |
| 2021 | D           | Zona C        | 8           |
| 2021 | D           | Permanencia   | 7           |
| 2022 | D           | Zona A        | 7           |
| 2023 | D           | Zona 2        | 7           |
| 2024 | D           | Zona B        | 15          |
| 2025 | Integración | Integración   | Ganador     |
| 2025 | D           | Zona 2        | En disputa  |

     Campeón.
    Subcampeón.
    Tercer Lugar.
      Ascenso.
      Descenso.

#### Participación en Copa Argentina
| \| Temporada \| Posición \| \| --------- \| --------------- \| \| 2015 \| Desafiliado \| \| 2016 \| Desafiliado \| \| 2017 \| Primera ronda \| \| 2018 \| Segunda ronda \| \| 2019 \| Dieciseisavos \| \| 2022 \| Treintaidosavos \| \| 2023 \| Primera ronda \| \| 2024 \| Primera ronda \| \| 2025 \| Primera ronda \| |                 |
| Temporada | Posición        |
| 2015 | Desafiliado     |
| 2016 | Desafiliado     |
| 2017 | Primera ronda   |
| 2018 | Segunda ronda   |
| 2019 | Dieciseisavos   |
| 2022 | Treintaidosavos |
| 2023 | Primera ronda   |
| 2024 | Primera ronda   |
| 2025 | Primera ronda   |

     Campeón.
    Subcampeón.
    Semifinalista.

### Otros deportes y actividad social
Riestra alberga también la práctica del ajedrez en el marco de la Federación Metropolitana de Ajedrez y, más recientemente, de la Copa Cultura AFA, que se adjudicó en 2017. En las instalaciones del club tienen lugar también diversos deportes y actividades a modo recreativo, como boxeo, patín, artes marciales, yoga y tango, además de ser sede de un centro de jubilados.

#### Palmarés
- Ajedrez: Copa Cultura AFA (1): 2017